# Pietro Loredan (ammiraglio)
Pietro Loredan (Venezia, 1372 – Venezia, 28 ottobre 1438) è stato un militare e politico italiano, al servizio della Repubblica di Venezia.
Membro di una famiglia patrizia veneziana, servì la Repubblica di Venezia soprattutto come uomo d'armi, sia per mare sia per terra. Nominato per tre volte Capitano Generale da Mar, sconfisse i Turchi nella Battaglia di Gallipoli (1416), catturando 14 galee, sottomise diverse piazzeforti e isole della Dalmazia (1420) e sconfisse la flotta genovese-milanese nella Battaglia di Rapallo (1431), catturando 8 galee e il generale Francesco Spinola. Fermò gli ungheresi dello Scano nel Friuli (1412) e supportò il Carmagnola nella conquista di Brescia (1426) e nella successiva Battaglia di Maclodio (1427). Morì durante le c.d. "Guerre di Lombardia", in una fase molto critica per Venezia.
Fu strenuo avversario di Francesco Foscari, al quale contese anche infruttuosamente il dogato.

## Biografia

### Famiglia e origini
Figlio di Alvise Loredan e di tale "Giovanna" (donna molto ricca stando al suo testamento del 1404), Pietro apparteneva ad una della casate patrizie veneziane attestatesi durante il Basso Medioevo (c.d. "Case nuove"), nello specifico intorno alla metà del XIII secolo. Nato nel 1372 nella parrocchia di San Canciano a Venezia, era già probabilmente sposato nel 1395 con Campagnola Lando, sempre di una "casa nuova". Il primo figlio, Giacomo era già nato nel 1396.
Figlio e nipote di un ammiraglio, anche Pietro legò strettamente il suo cursus honorum al servizio militare per la Serenissima, prediligendo la marineria veneziana. Lo stesso faranno i suoi figli e nipoti, creando così una vera e propria dinastia di forte vocazione militare.

### Carriera militare

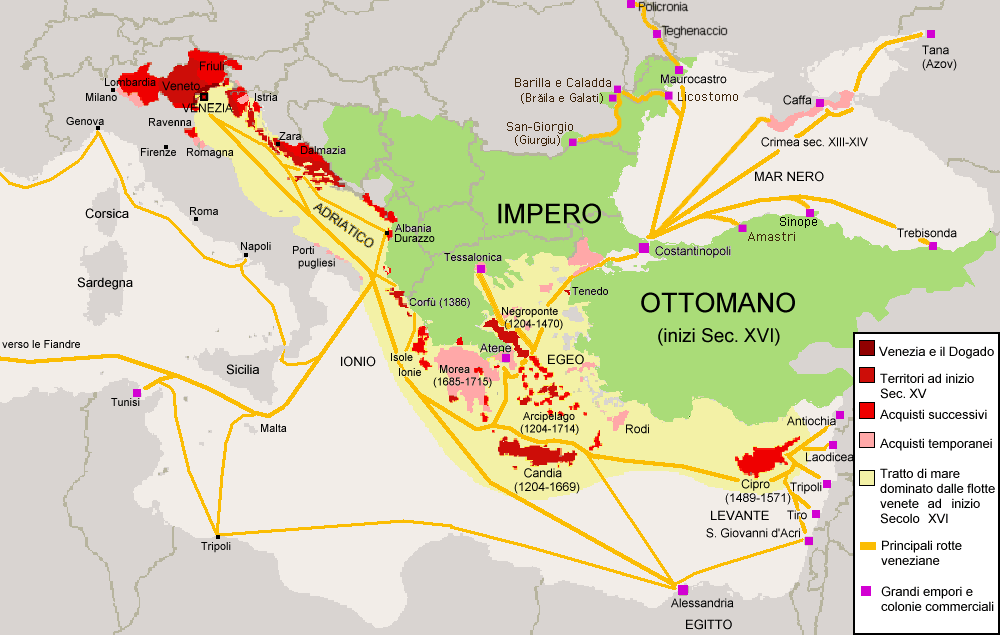
Mappa della rete commerciale (le mude) e dei possedimenti della Repubblica di Venezia tra il XV e il XVI secolo, nel periodo di massima espansione.

Possedimenti veneziani nell'Egeo alla metà del XV secolo: il mondo conosciuto e difeso dal "Capitano" Pietro Loredan.

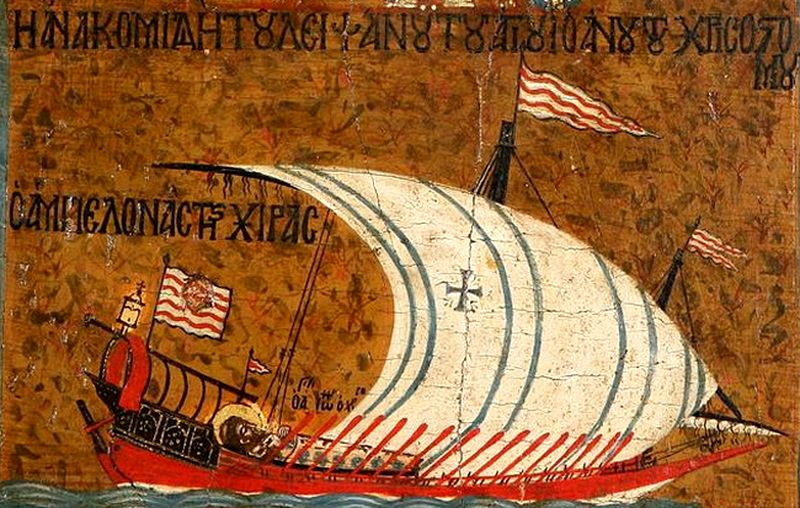
Dipinto del XIV secolo di una galea sottile, proveniente da un'icona al Museo bizantino e cristiano di Atene.

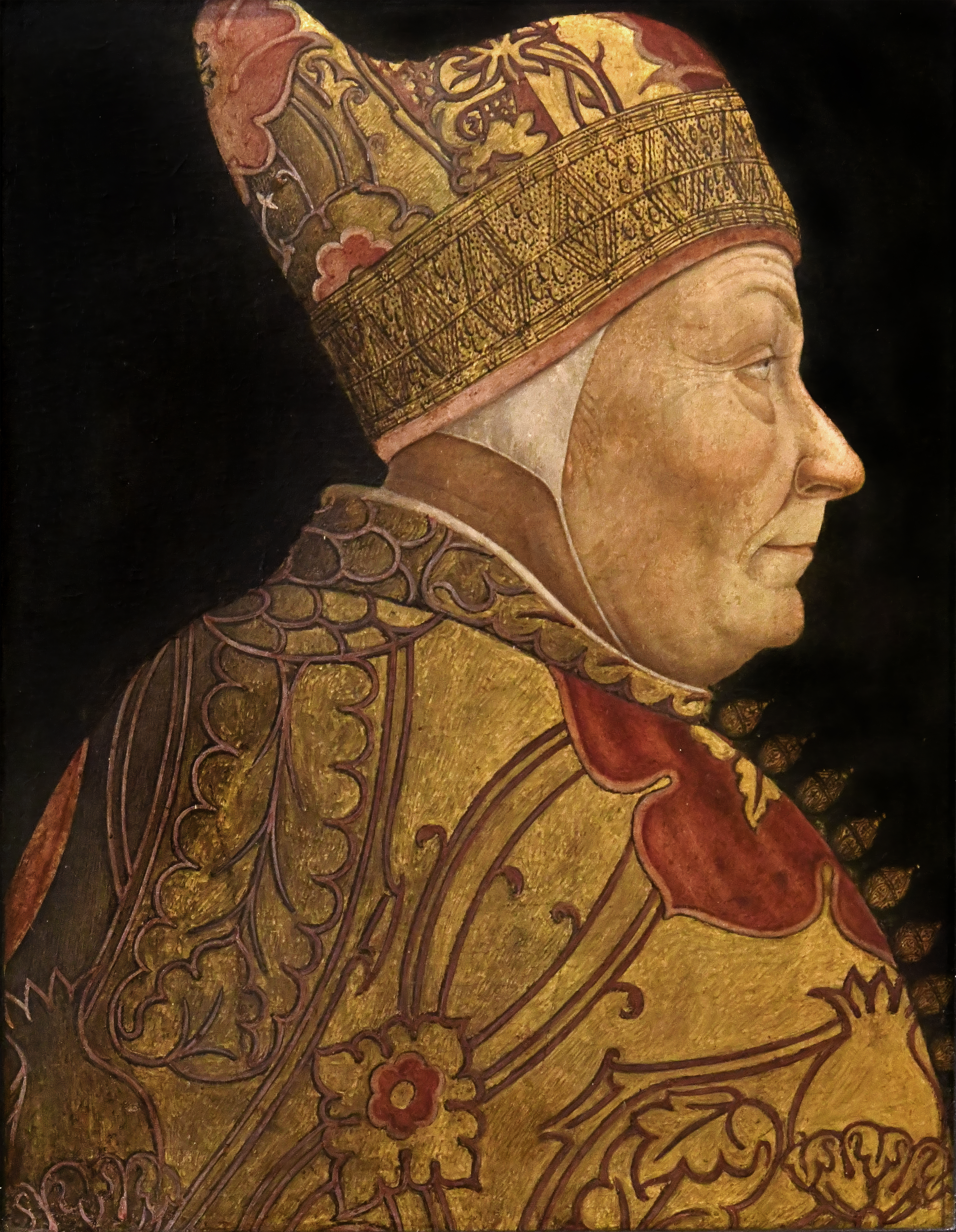
Il doge Francesco Foscari (ritratto di Lazzaro Bastiani), artefice della grande espansione veneta di terraferma e grande avversario politico del Loredan.

Nel 1403, Pietro Loredan era sopracomito di una delle tre galee che scortarono a Costantinopoli Manuele II Paleologo e sulla via del ritorno si unì alla flotta del capitano Carlo Zeno per la vittoria contro i Genovesi a Modone. Meno di dieci anni dopo, nel 1411, era già Capitano Generale da Mar: a Costantinopoli, figura tra i testimoni della pace tra il sultano ottomano Musa Çelebi e il bailo Giacomo Trevisan.
Nel 1412 è in Dalmazia. Viene inviato a Zara come "Capitano del Golfo" (cioè con mandato di comando circoscritto all'Adriatico) contro gli ungheresi al comando di Filippo "Pippo Scano" Scolari, condottiero italiano al soldo dell'Imperatore Sigismondo di Lussemburgo, che avevano valicato il Tagliamento: strappò Sebenico al nemico (21 luglio 1412), dopodiché raggiunse l'armata veneta al comando di Carlo Malatesta a Oderzo e Motta di Livenza ove riuscì a sbloccare la situazione a sfavore dello Scano (v.si Guerra tra Repubblica di Venezia e Regno d'Ungheria).

Nascevano contestualmente alle operazioni contro gli Ungheresi i primi screzi tra Loredan e Francesco Foscari, ambasciatore presso la corte di Sigismondo.
Nel triennio 1412-1415 fu impegnato in patria ed in Terraferma, pur non trascurando le operazioni marittime (comandò la muda di Fiandra): consigliere ducale, podestà a Treviso, provveditore in Dalmazia e Avogador di Comun.
Nel 1416 è nuovamente Capitano Generale con mandato di tenere i Turchi lontani dagli Stretti e sconfigge la neonata flotta ottomana nella Battaglia di Gallipoli (29 maggio): l'ammiraglio Kassim Bey fu ucciso, sei galere e otto galeotte del Sultano furono catturate e oltre mille prigionieri caddero in mano dei Veneziani. Al ritorno in Laguna (8 novembre), Loredan fu celebrato dai conterranei.
Nel 1417 Loredan guida la delegazione a Milano per difendere contro Filippo Maria Visconti l'indipendenza di Lodi e Como, dopodiché viene destinato dalla Signoria al fronte orientale: è rettore di Zara (1418) contro l'ennesima minaccia degli Ungheresi, poi eletto tra i 5 Savi della Guerra (1419), infine Capitano in Golfo (1420) e conquistatore della costa dalmatica (Traù, Spalato, Curzola, Brazza e Lesina) al principio della Seconda guerra di Scutari (1419-1426).
Rientrato in patria, Pietro rappresentò gli interessi della Serenissima nel Friuli (1421) dopodiché guidò nuovamente la muda per la Fiandra (1422) e nel 1423, alla morte del vecchio doge Tommaso Mocenigo, concorse per la suprema magistratura ma fu il suo avversario, Francesco Foscari, il primo Serenissimo Principe, a vincere, riuscendo a convincere gli elettori che Venezia non poteva privarsi di un militare capace come il Loredan nominandolo duca.
In quello stesso anno, approfittando della debolezza del morente Impero bizantino, venne approvato l'acquisto in Oriente della grande città commerciale di Tessalonica. La città, allora sotto assedio da parte degli Ottomani, venne ceduta a Venezia dal despota Andronico Paleologo, nella speranza di salvarla dalle mani degli infedeli. La bandiera di Venezia venne dunque issata il 14 settembre 1423 e le difese vennero assegnate a Loredan che nel 1424 issava le vele come "Capitano in Golfo": ingaggiò ripetutamente il nemico negli Stretti, stornandone l'attenzione sia dall'assedio tessalonicese sia dal contestuale attacco a Costantinopoli, meritandosi così la gratitudine del basileus che gli donerà delle reliquie da lui ricordate nel proprio testamento (v.si Assedio di Tessalonica). Rientrato a Venezia nel 1425, Loredan entrò nei Savi del Consiglio, ottenne l'ingresso nei Procuratori di San Marco (carica vitalizia seconda solo a quella dogale per prestigio) e divenne consigliere ducale.
In Terraferma, erano nel frattempo scoppiate le c.d. "Guerre di Lombardia" tra Venezia ed il Ducato di Milano, fomentate dalle ambizioni espansionistiche del doge Foscari. Nel 1426, Loredan era sotto le mura di Brescia al fianco del Carmagnola: amministrò la città come rettore dopo la conquista (agosto) dopodiché spinse il condottiero all'assalto risolutivo culminato nella Battaglia di Maclodio (11 ottobre 1427). Nel 1431, al riaccendersi delle ostilità, Loredan, nuovamente Capitano Generale, issò le vele verso il Tirreno per affrontare la flotta genovese-viscontea nella Battaglia di Rapallo ove sconfisse l'ammiraglio Francesco Spinola ma fallì nel tentativo di conquista di Genova e si contentò, l'anno dopo, di espugnare il castello di Sestri prima d'essere richiamato in Laguna (nell'impresa, il figlio Giacomo era comandante di una galea). Nel 1437, rianimatosi il conflitto, Loredan, pur afflitto da problemi di salute e nuovamente accompagnato dal primogenito, fu inviato come provveditore presso il condottiero Gianfrancesco Gonzaga nel tentativo di sbloccare il confronto con il vittorioso condottiero visconteo Niccolò Piccinino. Il Gonzaga aveva però risolto di lasciare l'esercito della Serenissima, così il malato Loredan finì con il doversi (13 luglio 1438) assumere il comando della flotta stanziata sul Po per prevenire il risolutivo sfondamento milanese (il figlio Giacomo era nel frattempo nominato Provveditore per la flotta stanziata lungo l'Adda). La sua salute peggiorò rapidamente ed il 26 ottobre riparò a Venezia, mentre il comando passava a Stefano Contarini.
Pietro Loredan morì il 28 ottobre 1438 e fu sepolto nella Chiesa di Sant'Elena in un'arca funeraria nella quale venne poi inumato il figlio Giacomo. Il monumento è andato distrutto durante la sconsacrazione napoleonica del sito: secondo la leggenda popolare, riportava un'iscrizione nella quale la causa della morte veniva indicata "per insidias hostium veneno sublatus"; veleno che si riteneva fosse stato diretto dal doge Foscari."É difficile pensarlo, tuttavia questa eventualità contribuirebbe a spiegare come gesto di sdegno contro la Signoria il rifiuto opposto dal [Giacomo Loredan] il 18 dicembre ad assumere il comando della grossa nave del Comune che si stava allestendo."

### Esplicative
1. ↑  DIB FOSCARI: "In luglio ebbe a verificarsi un episodio alquanto oscuro: il 20 di quel mese, infatti, il Consiglio dei cento alla Guerra, da poco istituito, su richiesta del capitano generale dell'esercito veneto, Carlo Malatesta, decideva di inviare al campo due ambasciatori per conferire su questioni attinenti all'ormai prossimo scontro: risultarono eletti il Foscari e Barbon Morosini, dopo molti tentativi tutti seguiti da altrettanti rifiuti. Senonché il procuratore Pietro Loredan si offrì e fu accettato volontario al posto degli eletti; questi era il migliore ed il più valoroso militare di cui Venezia disponesse: al comando della squadra del Golfo aveva conquistato Spalato e da poco ottenuto la resa di Sebenico, e alcuni anni più tardi, nella tarda primavera del 1416, sarebbe stato l'artefice della memorabile disfatta inflitta alla flotta ottomana presso i Dardanelli. È difficile dire cosa lo spinse, nel luglio 1412, ad un gesto che suonava gravemente offensivo, addirittura provocatorio nei confronti del Foscari e del Morosini. Forse si trattava di antipatia personale, disistima, avversione per una famiglia emergente e per un uomo - qual era il Foscari - abilissimo a manovrare in politica quanto inesperto nell'arte della guerra [...] L'episodio, se non fu l'origine, costituì almeno una tappa importante della progressiva inimicizia che sarebbe insorta tra i Foscari ed i Loredan, e che tanto acerbamente avrebbe segnato la vita del futuro doge".
2. ↑   Setton, The Papacy and the Levant (1204–1571), Volume I: The Thirteenth and Fourteenth Centuries,  p. 7. - La nomina di Loredan fu insolita, poiché aveva recentemente ricoperto il ruolo di Capitano del Golfo e la legge proibiva a chiunque avesse ricoperto la carica di mantenerla per ulteriori tre anni. Tuttavia il Maggior Consiglio non fece applicare tale legge a causa dello stato di guerra de facto con gli Ottomani. Per affermare tale eccezione fu ripristinato l'uso per cui solo il Capitano generale da Mar aveva il diritto di portare il Gonfalone di San Marco sulla sua nave ammiraglia, invece che ogni sopracomito. In una rara dimostrazione di determinazione il Maggior Consiglio votò quasi all'unanimità di autorizzare Loredan ad attaccare se gli Ottomani non fossero stati disposti a negoziare la cessazione delle ostilità.
3. ↑  In una lettera inviata alla Signoria il 2 giugno 1416 (inclusa da Marin Sanudo nella sua pubblicazione postuma Storia dei Dogi di Venezia), Loredan fornisce una suddivisione dettagliata delle navi catturate dai suoi uomini: la sua nave catturò una galea e un galeone da 20 banchi di remi; la galea di Pietro Contarini catturò una galea; la galea di Giorgio Loredan (fratello dell'ammiraglio) catturò due galeazze da 22 banchi di remi e due galeazze da 20 banchi; la galea Grimani di Negroponte catturò una galea; la galea di Jacopo Barbarigo catturò un galeone da 23 banchi e un altro da 19; lo stesso per la galea di Cappello; la galea di Girolamo Minotto di Nauplia catturò la galea ottomana che era stata sconfitta e inseguita precedentemente dalla galea di Cappello; le galee di Delfino Venier e Jacopo Barbarigo di Candia presero una galea. Le vittime veneziane furono leggere: dodici morti (per lo più annegati) e 340 feriti di cui la maggior parte leggeri. Lo storico greco Ducas afferma che i Veneziani catturarono 27 navi in totale, mentre il cronista egiziano Al-Maqrizi ridusse il numero a dodici, pur stimando in 4.000 uomini il totale delle vittime ottomane nello scontro.

### Bibliografiche
1. 1 2 3 4 5 6 7 8  DIB.
2. 1 2  DIB FOSCARI.
3. ↑  Archivio di Stato di Venezia, Cancelleria inferiore, Testamenti, b. 92.2.67
4. 1 2   D Raines, Cooptazione, aggregazione e presenza al Maggior Consiglio: le casate del patriziato veneziano, 1297-1797 (PDF), in Storia di Venezia - Rivista, I, 2003,  pp. 2-64, ISSN 1724-7446 (WC · ACNP).
5. 1 2 3 4 5  DIB2.
6. ↑   pp. 170-173 Fabris, From Adrianople to Constantinople: Venetian–Ottoman diplomatic missions, 1360–1453.
7. ↑  Manfroni C, La battaglia di Gallipoli e la politica veneto-turca (1381-1420), in Ateneo veneto, XXV (1902), t. II, 1, pp. 136-168; Antoniadis S, Le récit du combat naval de Gallipoli chez Zancaruolo en comparaison avec le texte d'Antoine Morosini et les historiens grecs du XVe siècle, in Petrusi A [a cura di] (1966), Venezia e l'Oriente fra tardo Medioevo e Rinascimento, Firenze, pp. 267-280.
8. ↑  Ducas, LVII.
9. ↑  Manfroni C, La marina veneziana alla difesa di Salonicco. 1423-1430, in Nuovo Arch. veneto, n.s., XX (1910), 1, pp. 15, 17-21, 25 s.
10. ↑  Archivio di Stato di Venezia, Notarile, Testamenti, bb. 1232/285.
11. ↑  Pasero C (1963), Il dominio veneto fino all'incendio della Loggia (1426-1575), in Storia di Brescia, II, La dominazione veneta (1426-1575), Brescia, pp. 15, 42

### Fonti
- Ducas, Historia turco-bizantina 1341-1462, a cura di Michele Puglia, Rimini, il Cerchio, 2008, ISBN 88-8474-164-5.
- Nani GB (1676), Historia della Republica veneta, Venezia.
- Priuli G (1619), Pretiosi frutti del Maggior Consiglio della Serenissima Repubblica Veneta o vero racolta d'huomini segnalati nobili [...], Venezia - ms. P.D. d 7/1 della Biblioteca del Museo Correr di Venezia.
- Sansovino F (1581), Venetia città nobilissima et singolare, ed. 1633 con aggiunte di G. Martinoni, Venezia.

### Studi
- Giuseppe Gullino, FOSCARI, Francesco, in Dizionario biografico degli italiani, vol. 49, Roma, Istituto dell'Enciclopedia Italiana, 1997.
- Giuseppe Gullino, LOREDAN, Giacomo, in Dizionario biografico degli italiani, vol. 65, Roma, Istituto dell'Enciclopedia Italiana, 2005.
- Giuseppe Gullino, LOREDAN, Pietro, in Dizionario biografico degli italiani, vol. 65, Roma, Istituto dell'Enciclopedia Italiana, 2005.
- Vecchiato E (1898), I Foscari ed i Loredano, Padova.
- Alvise Zorzi, La Repubblica del Leone : Storia di Venezia, Milano, Rusconi, 1979.